# Cuina creativa

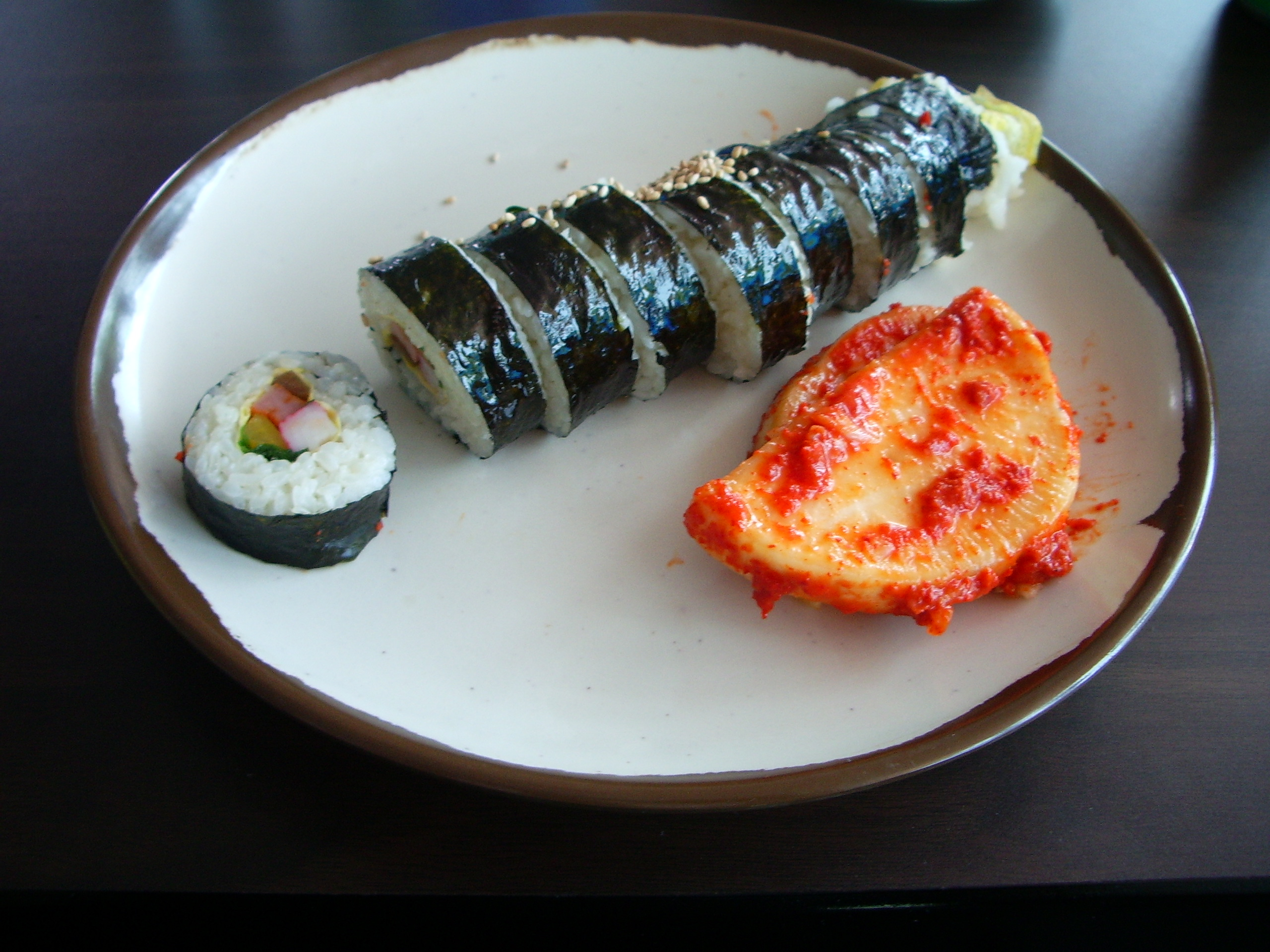
La cuina creativa tot sovint fusiona diferents estils

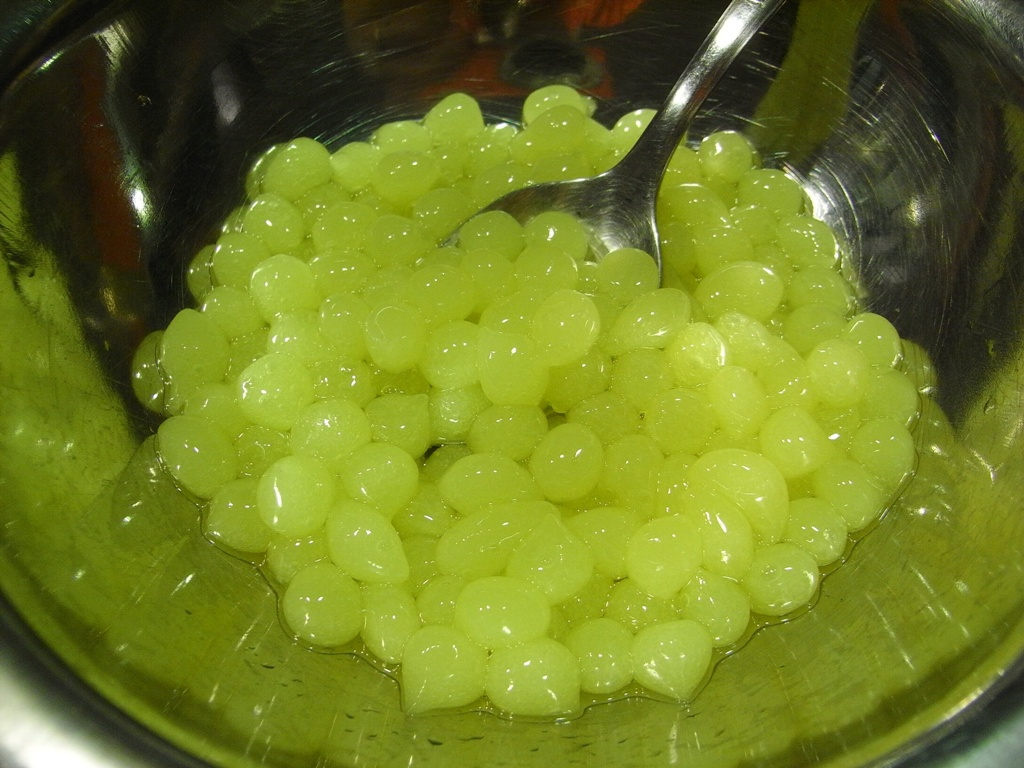
Suc de poma esferificat. La cuina creativa proposa presentacions i textures diferents de les habituals.

El terme cuina creativa va ser utilitzat per primer cop per Ferran Adrià. per a definir el seu estil de cuina. La cuina creativa sorgeix en el moment en què a algú se li ocorre crear noves combinacions de tècniques i productes, noves maneres de presentar el menjar a partir de la seva pròpia imaginació, creant noves experiències. Es basa en la història i cultura gastronòmica pròpia, productes locals en la major part, i la cerca de sorpresa, innovació i de vegades tocs d'humor.
Es diferencia de l'antiga cuina burgesa del segle xix, i especialment de la llavors anomenada nouvelle cuisine ("nova cuina") francesa en què, al contrari d'aquesta, no cerca el barroquisme ni el miniaturisme de les presentacions, sinó que es basa en una cerca d'harmonia i gust estètic tant en el gust com a l'olor i la vista, de vegades fins i tot al so. Tampoc és esnob per quant als productes, els ingredients usats no són forçosament productes a la moda i exageradament cars (a la cuina antiga francesa, típicament el caviar, les ostres, el fetge gras, etc.) sinó en productes de bona qualitat, locals, frescos i de temporada (per exemple, ho pot ser una verdura, com el calçot, o un peix com el verat). No es busca amagar els gustos, subtilitzar-los, sinó al contrari, que els ingredients siguin fàcilment recognoscibles. Així, es prescindeix en general de la nata i de salses i elements lletosos, es creen les escumes per substituir les mousse, etc. S'incorporen tècniques tradicionals, com la destil·lació i el fumat, per exemple, o s'apliquen tècniques tradicionals a altres productes, per exemple, a Dinamarca, es fa brandada amb salmó local. S'hi apliquen conceptes de les belles arts i de la filosofia, com la desconstrucció i l'esferificació. S'arraconen les verduretes mini, els congelats, l'espolvorejat de julivert sec picat i els adornos innecessaris amb nata muntada. El cuiner es preocupa pels aspectes nutricionals i de salut del seu menú.
La cuina creativa casolana seria una cuina cuidada a la presentació, o amb una petita novetat particular. Això ja és habitual a la cuina tradicional a les llars de moltes cultures, com per exemple a la mediterrània. Per a sorprendre realment i la nova experència que proposen els restaurants, són tècniques que necessiten tecnologies i màquines especials, i molt de temps de treball per personal qualificat. Sol ser una cuina cara, a acusa d'això, però que els mateixos que la fan reconeixen que ès esporàdica, per a gaudir d'una experiència diferent un dia particular, com qui va un dia a visitar una exposició de pintura o a un parc d'atraccions.